# Syndre Trollsjön
Syndre Trollsjön är en sjö i Älvdalens kommun i Dalarna och ingår i Dalälvens huvudavrinningsområde. Sjön har en area på 0,241 kvadratkilometer och ligger 621,3 meter över havet. Sjön avvattnas av vattendraget Trollvasslan.

## Delavrinningsområde
Syndre Trollsjön ingår i det delavrinningsområde (684298-134017) som SMHI kallar för Utloppet av Syndre Trollsjön. Medelhöjden är 640 meter över havet och ytan är 1,31 kvadratkilometer. Räknas de 2 avrinningsområdena uppströms in blir den ackumulerade arean 7,37 kvadratkilometer. Trollvasslan som avvattnar avrinningsområdet har biflödesordning 4, vilket innebär att vattnet flödar genom totalt 4 vattendrag innan det når havet efter 523 kilometer. Avrinningsområdet består mestadels av skog (67 procent) och sankmarker (15 procent). Avrinningsområdet har 0,24 kvadratkilometer vattenytor vilket ger det en sjöprocent på 18,1 procent.